# William Rankine

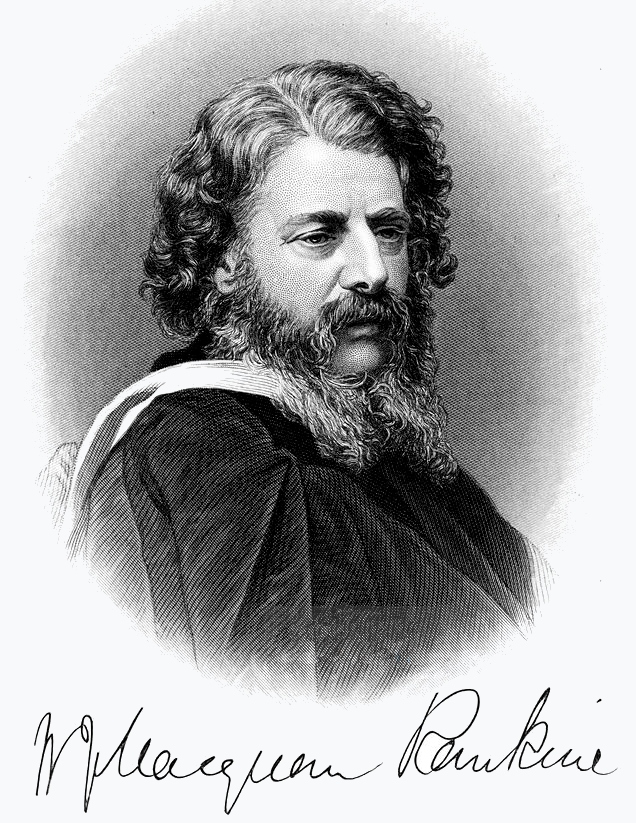
William John Macquorn Rankine

William John Macquorn Rankine (ur. 5 lipca 1820 w Edynburgu w Szkocji, zm. 24 grudnia 1872 w Glasgow w Szkocji) – szkocki inżynier i fizyk. Autor prac z dziedziny budownictwa, miernictwa oraz termodynamiki. W roku 1850 opracował teoretyczny obieg cieplny silnika parowego (tzw. obieg Rankine’a). Wspólnie z Rudolfem Clausiusem i Williamem Thomsonem (Lordem Kelvinem) jest twórcą nowej gałęzi fizyki − termodynamiki. Wprowadził termin energia potencjalna.
Jest twórcą jednej ze skal termometrycznych nazwanej od jego nazwiska skalą Rankine’a.
Rankine miał bardzo szerokie zainteresowania, które obejmowały botanikę, teorię muzyki, matematykę, inżynierię. W wolnym czasie lubił śpiewać, grać na instrumentach, a także komponować humorystyczne piosenki.